# George Bugeja
George Bugeja OFM (ur. 1 lipca 1962 w Xagħrze, Malta) – maltański duchowny katolicki, wikariusz apostolski Trypolisu w Libii od 2017.

## Życiorys

### Prezbiterat
Święcenia kapłańskie otrzymał 5 lipca 1986 w zakonie Braci Mniejszych Franciszkanów. Przez wiele lat pracował w klasztorach na terenie diecezji Gozo, a w latach 2008–2010 był audytorem w sądzie biskupim. W latach 2010–2015 był pracownikiem Kongregacji ds. Ewangelizacji Narodów, a w marcu 2015 objął przełożeństwo w klasztorze w Għajnsielem.

### Episkopat
10 lipca 2015 papież Franciszek mianował go koadiutorem wikariatu apostolskiego Trypolisu w Libii z tytularną stolicą San Leone. Sakry udzielił mu biskup diecezji Gozo – Mario Grech.
5 lutego 2017, po przejściu na emeryturę bpa Giovanni Martinelliego, objął rządy w wikariacie.
W latach 2016–2019 pełnił także funkcję administratora apostolskiego sede vacante w wikariacie apostolskim Benghazi.